# Đuro Nenadić
Đuro Nenadić (auch eingedeutscht Georg Nenadić; * 24. April 1876 in Rudopolje bei Vrhovine, Region Lika, Königreich Kroatien und Slawonien, Österreich-Ungarn; † Mitte Juli 1966 in Zagreb, Jugoslawien) war ein jugoslawischer Forstwissenschaftler und Hochschulrektor.

## Leben
Nachdem er 1898 in Zagreb die Matura absolviert hatte, studierte er an der neu eröffneten Zagreber Forstakademie, wo er 1901 mit Diplom abschloss. Nach einem Praktikum bei der Königlichen Landesregierung in Zagreb folgte in den Jahren 1905 bis 1907 ein Studium an der Ludwig-Maximilians-Universität München, welches er 1907 mit Promotion abschloss. 
1912 wurde er Professor an der Forstakademie Zagreb, die er 1913/14 sowie 1916/17 auch leitete. Als 1919 die Forstwissenschaftliche Fakultät an der Universität Zagreb gegründet wurde, wurde er dort als ordentlicher Professor berufen. Daneben war er von März bis November 1921 Stellvertreter des jugoslawischen Ministers für Wald und Bergbau Hinko Krizman in der vierten Regierung von Nikola Pašić. 1922/23 war er Rektor der Universität Zagreb. Nach der Etablierung des „Unabhängigen Staates Kroatien“ als Vasallenstaat des Deutschen Reiches wurde Nenadić im Oktober 1941 aus der Universität entfernt und in das KZ Jasenovac eingeliefert, aus dem er später durch die Unterstützung des Bodenkundlers Mihovil Gračanin freikam.
Nach Kriegsende erhielt Nenadić seine Professorenstelle zurück. Er ging 1946 in den Ruhestand.

## Veröffentlichungen
- Ueber die Rentabilität der Eichen- Hoch- und Niederwaldwirtschaft in Kroatien und Slavonien unter besonderer Berücksichtigung der Broder- u. Peterwardeiner Vermögensgemeinde, Diss. Univ. München 1908
- Računanje vrijednosti šuma i šumska statistika (Berechnung des Waldwertes und Waldstatistik), Zagreb 1922
- Osnovi šumarstva (Grundlagen der Forstwirtschaft), Zagreb 1924
- Uređivanje šuma (Waldbewirtschaftung), Zagreb 1929